# Klášter Fulda
Klášter Fulda, říšské opatství Fulda či jen fuldský klášter (německy Kloster Fulda či Reichskloster Fulda, Reichsabtei Fulda), známý též jako klášter svatého Bonifáce (Kloster des Bonifatius, latinsky Abbatia Fuldensis) je někdejší klášter benediktinů v německé spolkové zemi Hesensku, asi 100 km severovýchodně od Frankfurtu nad Mohanem.

## Historie

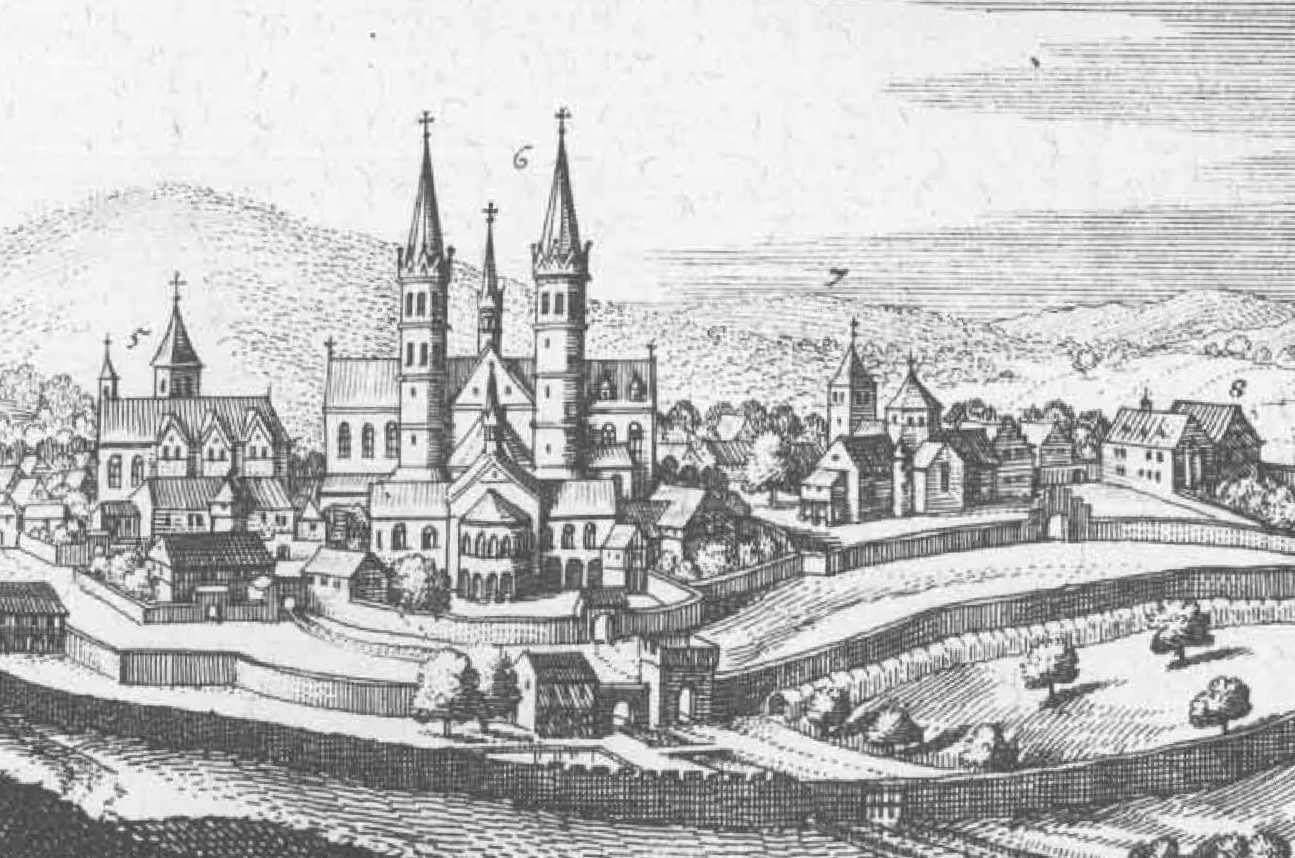
Fuldský klášter na mědirytu z roku 1655. Autor Matthäus Merian

Klášter byl založen roku 744 Sturmiem na žádost Winfrieda Bonifatia v nivě řeky Fuldy a stala se zárodkem pozdějšího města Fulda. Klášter byl zasvěcen Nejsvětějšímu Vykupiteli (Salvátor). Bonifatius jmenoval Sturmia prvním opatem kláštera.
Opatství i se svým zbožím bylo v průběhu svých dějin biskupské správní středisko a dokonce i samostatné biskupské knížectví v rámci Svaté říše římské a fuldští opati od roku 1220 užívali titulu kníže-biskup. Území opatství bylo roku 1752 povýšeno na knížecí biskupství papežem Benediktem XIV., než bylo roku 1803 mimořádným říšským usnesením zrušeno.